# آرثر بي. ريف
آرثر بي. ريف (بالإنجليزية: Arthur B. Reeve)‏ (15 أكتوبر 1880 في الولايات المتحدة - 9 أغسطس 1936، ترنتون في الولايات المتحدة)؛ كاتِب ومؤلِّف، كاتب سيناريو، صحفي وروائي أمريكي. درس في كلية نيويورك للقانون.

## روابط خارجية
- آرثر بي. ريف على موقع IMDb (الإنجليزية)
- آرثر بي. ريف على موقع قاعدة بيانات الفيلم (الإنجليزية)